# لیلبورن شمالی، میسوری
لیلبورن شمالی (به انگلیسی: North Lilbourn) یک روستا (ایالات متحده آمریکا) در ایالات متحده آمریکا است که در شهرستان نیو مادرید، میزوری واقع شده‌است.
 لیلبورن شمالی ۰٫۴۵ کیلومتر مربع مساحت و ۴۹ نفر جمعیت دارد و ۸۶ متر بالاتر از سطح دریا واقع شده‌است.